# گردیز
گَردیز شهری است در شرق افغانستان و مرکز ولایت پکتیا است. این شهر در منتهی‌الیه درهٔ رودخانهٔ گردیز و در ارتفاع ۲٬۳۰۰ تا ۲٬۵۰۰ متری از سطح دریا قرار دارد. بازار قدیمی شهر در سال ۱۹۴۳ میلادی بنا شده‌است و بعد آسفالت شدن جادهٔ کابل - گردیز (۱۲۰ کیلومتر) حمل و نقل مصنوعات چوبی افزون یافت و باعث رونق آن شهر گردید. بالاحصار گردیز از آثار تاریخی آنست.
زمین‌های هموار ولایت پکتیا بیشتر در پیرامون گردیز زرمت قرار دارد و بیشتر آب زمین‌های کشاورزی آن از کاریزها تأمین می‌شود. گردیز فاصله بسیار نزدیکی با غزنی دارد و توسط سلطان محمود غزنوی ساخته شده‌است.

## در زبان و ادبیات فارسی
در دیوان سید اسماعیل بلخی این شعر را در وصف گردیز می‌خوانیم:
بوی عنبر دارد گرد و غبار گردیز
این نگهت بهشتی هست از مزار گردیز
گویا نسیم صبحش از کوه یار خیزد
این سان که روح پرور باشد دیار گردیز
زلف عروس باغش زاهد فریب دیدم
بس شیخ راه خود شد اندر کنار گردیز
شبنم به هر سحرگاه جام امید بر کف
تا عطر خاص گیرد از نوک خار گردیز
او جان نثار حق بود بر زایرین قبرش
آید ندا که جان‌ها بادا نثار گردیز
روحانیان سرودند یک یک ترانه هایی
سید حسن چو افتاد اندر کنار گردیز
بلخی به روضهٔ او با صد نیاز گوید
یا رب خزان نگیرد هرگز بهار گردیز

## تاریخ

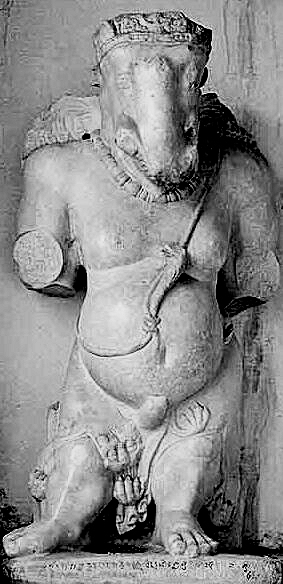
مجسمه مرمری سر فیل گانش از گردیز، که توسط شاه «خینگالا» تقدیس شده‌است. مربوط به اواسط قرن ۸ م.

گردیز یک شهر باستانی است و از بخاطر قرار گرفتن سر راه تجارتی با هند و کابل شاهیان مردن آن سود خوبی به جیب می‌زدند. در قرن هشتم میلادی، لاویک‌های گردیز اسلام را پذیرفتند. آنها قبلاً یا آیین هندو یا آیین بودا داشتند، زیرا با شاهان بودایی کابل و بعداً با شاهین هندو مستقر در گندهارا، روابط تجارتی خوبی داشتند.
در ۲۵۶ق/۸۷۰م، یعقوب لیث صفاری به نواحی شرقی خراسان تاخت و جنگی سخت میان او و ابومنصور افلح امیر گردیز درگرفت و سرانجام ابومنصور با دادن گروگان و تعهد به پرداخت ۱۰هزار درم خراج سالیانه به امیر سیستان، با وی صلح کرد. پس از افلح، اخلاف و تا اواسط سدهٔ ۵ق بر حکومت گردیز باقی ماندند. نواحی دوردست و بعضاً سخت‌گذر پکتیا یکی از پناهگاه‌های خوارج در نواحی شرقی ایران به‌شمار می‌رفت. این نواحی در دورهٔ اقتدار خوارج سیستان زیر سلطهٔ آنان بود. به گزارش نویسندهٔ گمنام حدودالعالم بیشتر اهالی گردیز بر مذهب خوارج بودند.

## جغرافیا
گردیز در ارتفاع ۲٬۳۰۸ متری از سطح دریا واقع شده‌است که سومین مرکز ولایتی با ارتفاع بلند در افغانستان می‌باشد. گردیز دارای غارها و تونل‌های تورا بوراژی است. شهر قدیمی، واقع در پای دژ بال حصار از رودخانه گردیز که به آب استاده غزنی می‌ریزد سیراب می‌شود. گردیز در تقاطع دو جاده مهم کابل با خوست و غزنی را به پاراچنار در خیبر پختونخوا پاکستان واقع شده‌است. گردیز در ۷۰ کیلومتری شمال غربی خوست و ۱۰۰ کیلومتری (۶۲ مایلی) جنوب کابل است.

### آب و هوا
گردیز دارای آب و هوای نیمه خشک سرد (طبقه‌بندی آب و هوایی کوپن) با تابستانهای خشک و زمستان‌های سرد و برفی است. بارش کم است و بیشتر در زمستان و بهار می‌بارد.
| داده‌های اقلیم گردیز               | داده‌های اقلیم گردیز | داده‌های اقلیم گردیز | داده‌های اقلیم گردیز | داده‌های اقلیم گردیز | داده‌های اقلیم گردیز | داده‌های اقلیم گردیز | داده‌های اقلیم گردیز | داده‌های اقلیم گردیز | داده‌های اقلیم گردیز | داده‌های اقلیم گردیز | داده‌های اقلیم گردیز | داده‌های اقلیم گردیز | داده‌های اقلیم گردیز |
| ماه                               | ژانویه              | فوریه               | مارس                | آوریل               | مه                  | ژوئن                | ژوئیه               | اوت                 | سپتامبر             | اکتبر               | نوامبر              | دسامبر              | سال                 |
| --------------------------------- | ------------------- | ------------------- | ------------------- | ------------------- | ------------------- | ------------------- | ------------------- | ------------------- | ------------------- | ------------------- | ------------------- | ------------------- | ------------------- |
| سابقهٔ بیش‌ترین °C (°F)             | ۱۴٫۶ (۵۸)           | ۱۲٫۷ (۵۵)           | ۲۴٫۷ (۷۶)           | ۲۶٫۵ (۸۰)           | ۳۱٫۰ (۸۸)           | ۳۴٫۵ (۹۴)           | ۳۴٫۸ (۹۵)           | ۳۳٫۸ (۹۳)           | ۳۰٫۰ (۸۶)           | ۲۷٫۸ (۸۲)           | ۲۰٫۰ (۶۸)           | ۱۷٫۶ (۶۴)           | ۳۴٫۸ (۹۵)           |
| میانگین بیش‌ترین °C (°F)           | ۱٫۰ (۳۴)            | ۲٫۳ (۳۶)            | ۸٫۸ (۴۸)            | ۱۶٫۸ (۶۲)           | ۲۲٫۲ (۷۲)           | ۲۷٫۸ (۸۲)           | ۲۹٫۶ (۸۵)           | ۲۹٫۰ (۸۴)           | ۲۵٫۱ (۷۷)           | ۱۸٫۶ (۶۵)           | ۱۱٫۹ (۵۳)           | ۵٫۷ (۴۲)            | ۱۶٫۵۷ (۶۱٫۷)        |
| میانگین روزانه °C (°F)            | −۶٫۱ (۲۱)           | −۴٫۷ (۲۴)           | ۲٫۷ (۳۷)            | ۱۰٫۱ (۵۰)           | ۱۵٫۱ (۵۹)           | ۲۰٫۶ (۶۹)           | ۲۲٫۰ (۷۲)           | ۲۱٫۱ (۷۰)           | ۱۶٫۷ (۶۲)           | ۱۰٫۵ (۵۱)           | ۳٫۸ (۳۹)            | −۲٫۲ (۲۸)           | ۹٫۱۳ (۴۸٫۵)         |
| میانگین کم‌ترین °C (°F)            | −۱۱٫۷ (۱۱)          | −۱۰٫۱ (۱۴)          | −۲٫۳ (۲۸)           | ۴٫۰ (۳۹)            | ۷٫۹ (۴۶)            | ۱۲٫۵ (۵۵)           | ۱۴٫۹ (۵۹)           | ۱۳٫۸ (۵۷)           | ۸٫۴ (۴۷)            | ۲٫۳ (۳۶)            | −۲٫۸ (۲۷)           | −۷٫۶ (۱۸)           | ۲٫۴۴ (۳۶٫۴)         |
| سابقهٔ کم‌ترین °C (°F)              | −۳۱ (−۲۴)           | −۳۰٫۰ (−۲۲)         | −۱۹٫۶ (−۳)          | −۶٫۴ (۲۰)           | −۲٫۵ (۲۸)           | ۴٫۷ (۴۰)            | ۹٫۰ (۴۸)            | ۴٫۵ (۴۰)            | ۰٫۵ (۳۳)            | −۹٫۳ (۱۵)           | −۱۳٫۲ (۸)           | −۲۷٫۸ (−۱۸)         | −۳۱ (−۲۴)           |
| بارندگی میلی‌متر (اینچ)            | ۳۵٫۸ (۱٫۴۱)         | ۶۱٫۷ (۲٫۴۳)         | ۶۵٫۵ (۲٫۵۸)         | ۵۰٫۴ (۱٫۹۸)         | ۲۱٫۷ (۰٫۸۵)         | ۴٫۸ (۰٫۱۹)          | ۱۵٫۸ (۰٫۶۲)         | ۷٫۵ (۰٫۳)           | ۰٫۹ (۰٫۰۴)          | ۵٫۸ (۰٫۲۳)          | ۱۲٫۴ (۰٫۴۹)         | ۳۳٫۲ (۱٫۳۱)         | ۳۱۵٫۵ (۱۲٫۴۳)       |
| میانگین روزهای بارانی             | ۱                   | ۱                   | ۶                   | ۹                   | ۶                   | ۲                   | ۳                   | ۲                   | ۰                   | ۲                   | ۳                   | ۱                   | ۳۶                  |
| میانگین روزهای برفی               | ۸                   | ۸                   | ۵                   | ۱                   | ۰                   | ۰                   | ۰                   | ۰                   | ۰                   | ۰                   | ۱                   | ۶                   | ۲۹                  |
| درصد رطوبت                        | ۶۹                  | ۷۲                  | ۶۶                  | ۵۸                  | ۴۷                  | ۳۹                  | ۴۹                  | ۵۱                  | ۴۵                  | ۴۵                  | ۵۱                  | ۶۰                  | ۵۴٫۳                |
| میانگین روزانه ساعت‌های تابش آفتاب | ۱۷۱٫۵               | ۱۶۶٫۸               | ۲۱۴٫۲               | ۲۴۲٫۹               | ۳۱۶٫۲               | ۳۵۷٫۵               | ۳۴۳٫۰               | ۳۳۵٫۸               | ۳۲۹٫۸               | ۳۰۲٫۴               | ۲۵۳٫۹               | ۲۰۰٫۴               | ۳٬۲۳۴٫۴             |
| منبع: NOAA (1970-1983)            |                     |                     |                     |                     |                     |                     |                     |                     |                     |                     |                     |                     |                     |

## مردم
جمعیت گردیز در سال ۲۰۲۱ بالغ بر ۱۰۳ هزار نفر تخمین زده شد. که اکثریت باشندگان بومی این شهر را تاجیکان تشکیل می‌دهد اما درین اواخر با کوچیدن اقوام پشتون از نقاط مختلف پکتیا به این شهر اکثریت نفوس این شهر را پشتون‌ها تشکیل می‌دهند. گردیز همچنین دارای جمعیت فراوان سادات است، اگر چه که در مطالعات آماری شمرده نمی‌شوند؛ زیرا به دلیل جنگ‌های کمونیستی و در دوران حکومت طالبان، شمار زیادی از آن‌ها به کشورهای ایران و پاکستان مهاجرت کرده‌اند.

## اقتصاد

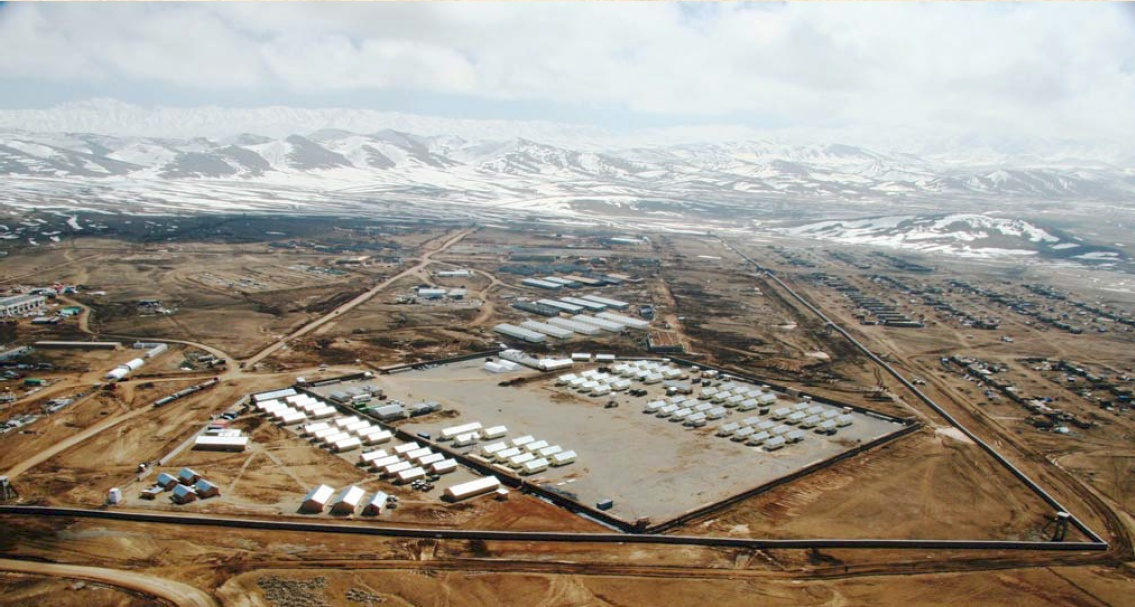
گردیز اولین تیم بازسازی ولایتی (PRT) در افغانستان را دارد.

شهر گردیز دارای بازار بزرگی چوب سوخت برای کابل است. بسیاری از جنگلهای طبیعی آن برای تهیه چوب سوخت مخصوصاً در زمستان قطع می‌شود.
در دهه ۱۹۷۰، گردیز در نتیجه «اداره توسعه پکتیا» تأسیس شده در ۱۹۶۵ با بودجه آلمان، جاده گردیز به کابل آسفالت شده، سبب رونق اقتصادی این شهر شد. خدمات اجتماعی گردیز شامل سه مدرسه برای پسران، یک مدرسه برای دختران، یک بیمارستان، یک مؤسسه تربیت معلم، مدرسه روشنی، دو هتل و چهل مسجد است.
پس از سقوط طالبان، اولین تیم بازسازی ولایتی (PRT) افغانستان و اوایل مارس ۲۰۰۳ به پکتیا رفته در نزدیمی گردیز تشکیل گردید. در راس آن ارتش ایالات متحده و نماینده آژانس توسعه بین‌المللی ایالات متحده، راندولف همپتون قرار داشتند. اکنون بیش از ۳۰ تیم بازسازی ولایتی در افغانستان وجود دارد. معضلات شهری گردیز شامل رساندن برق، کلینیک‌های پزشکی، مدارس و تأمین آب به روستاهای دورافتاده پکتیا است که بخاطر مشکلات امنیتی مداوم نیمه کاره رها گردیده‌اند.

## حادثهٔ تروریستی
در روز ۱۲ اسد/مرداد سال ۱۳۹۷ ه‍.ش دو مهاجم انتحاری به مسجد خواجه حسن در شهر گردیز در حالی حمله کردند که در آن نزدیک به ۵۰۰ نفر به شمول کودکان در حال ادای نماز جمعه بودند.
مهاجمان که برقع پوشیده بودند، توانستند با زن وانمود کردن خود وارد مسجد شوند. آن‌ها ابتدا نگهبانان مسجد را از پا درآوردند، پسانتر به سوی نمازگزاران تیراندازی کردند و سرانجام مواد انفجاری را که به خود بسته بودند انفجار دادند.
بر اثر این حادثه ۳۶ تن از سادات نمازگزار جان سپردند و بیش از ۱۵۰ نفر زخمی شدند.
همچنین یکی از قربانیان این حادثهٔ تروریستی دکتر سید محمد علیشاه موسوی گردیزی فرمانده جهادی، نمایندهٔ پارلمان، رئیس مبارزه با حوادث غیرمترقبهٔ ولایت پکتیا و زندانی شمارهٔ ۱۱۵۴ گوانتانامو بود.

## افراد سرشناس
- خلف بن احمد
- عبدالحی گردیزی
- محمد نجیب‌الله